# 志村みどり
志村 みどり（しむら みどり）は、東京都出身の漫画家。本名：荒俣静枝。
- 兄は作家の荒俣宏[1]。
- 藤子不二雄のアシスタントを務めたことがある。ドラえもんの「ロボ子が愛してる」のロボ子や、「しらゆりのような女の子」に登場する謎の美少女は志村の筆[2]。同じく藤子のアシスタントを務めたことのあるえびはら武司は、容貌や名前が似ていることから源静香のモデルが志村ではないかと考えているが、藤子からは偶然だと否定されている。
- アシスタント仲間数人で藤子・F・不二雄の娘の誕生を祝って起き上がりこぼしを用意し、志村が藤子宅へ届けたが、後にその起き上がりこぼしが、藤子が『ドラえもん』の着想を得るきっかけとなる[1]。
- 藤子・F・不二雄大全集『ウメ星デンカ』3巻（2012年、小学館）の解説を執筆している。なお、兄の荒俣宏も同全集の『オバケのQ太郎』12巻（2011年）の解説を執筆している。

## 作品リスト
- マリの日ようび（月刊てづかマガジンれお 1971年10月号(創刊号)）
- なんたって18歳（小学一年生 1972年1月増刊号、9月増刊号）
- まほうのチョークちゃん（原作：あかし冬彦 小学三年生 1972年4月号 - 1973年3月号、小学四年生 1973年4月号 - 7月号）
- 小公女（原作：フランシス・ホジソン・バーネット、小学一年生 1973年1月増刊号）[3]
- まほうのルビーちゃん（小学一年生 1973年4月号 - 9月号）
- 魔法のエンゼルちゃん（小学二年生1973年3月号、小学三年生 1973年4月号 - 1974年3月号）
- へんしん!ポンポコ玉（小学四年生 1973年8月号、小学五年生 1973年6月号 - 8月号）
- ミラクル少女リミットちゃん（原作：永島慎二、ひろみプロダクション 小学四年生 1973年9月号 - 1974年3月号）
- 魔女っ子メグちゃん（原作：成田マキホ、ひろみプロダクション　小学四年生 1974年4月号 - 1975年3月号、小学五年生 1974年4月号 - 1975年9月号）
- かみなりピカちゃん（小学三年生 1974年4月号 - 1975年3月号）
- リカちゃん（小学一年生 1974年6月号 - 1975年3月号、小学二年生1975年4月号 - 6月号）
- ガンバの冒険（小学一年生 1975年4月号）
- 小学生の英語教室（発行年未詳） - 本文イラスト担当（荒俣静枝名義）[4]